# 指名手配の男
「指名手配の男」（しめいてはいのおとこ、The Case of the Man Who Was Wanted）は、シャーロック・ホームズの登場する短編推理小説である。
コナン・ドイルの死後、遺品の中から原稿が発見され、当初は61番目のホームズものと信じられたが、後に建築家でアマチュア作家のアーサー・ホイティカーの原稿をドイルが買い取ったものと判明した。数あるホームズもののパスティーシュの中でも「外典」という特別な位置づけをされている。
| 指名手配の男 | 指名手配の男 |
| ------------ | --- |
| 著者         | アーサー･ホイティカー |
| 発表年       | 1948年 |
| 出典         | |
| 依頼者       | スコットランド・ヤード |
| 発生年       | 1895年 |
| 事件         | 大西洋航路を渡ってくる指名手配犯を、レストレード警部は快速船で先回りして待ち構えたが、指名手配犯は船上からこつぜんと消えてしまう |

## 経緯
1943年、コナン・ドイル伝を書くためにコナン・ドイルの残した書類を調査していた伝記作家ヘスキス・ピアソンは、“The Man Who Was Wanted”という標題のホームズの短編を発見した。ピアソンはこの原稿の内容を慎重に検討し、コナン・ドイルが書いたものだと判断した。伝記では次のように書いている。
「この主人公をかくも長きにわたって維持することができたのは、また読者も最近のホームズ譚が初期作品に比べて遜色がないと見てくれているのは、私が無理に話を作りはしなかったからである」とドイルは書いている。この主張の裏付けとしては、私が彼の書類の調査中に発見したホームズ短編の完成稿をあげればよいだろう。未発表のこの原稿は“The Man Who Was Wanted”と題されている。確かに全体として水準には達していないが、冒頭の部分だけはドイルの名に恥じぬものであり、引用に値すると思う。」
ヘスキス・ピアソンのコナン・ドイル伝が評判になると、この「コナン・ドイルの未発表原稿」を読みたいという要望が高まった。
1948年、“The Man Who Was Wanted”はアメリカの「コスモポリタン」誌8月号に「長らく失われていたシャーロック・ホームズ譚」として発表された。英国では「サンデイ・ディスパッチ」誌1949年1月号に掲載された。いずれもコナン・ドイルの作品としてである。
一方、1945年にアーサー・ホイティカーというイギリス人が、実は自分が1910年に書いたものだと名乗り出ていた。ホイティカーはこの作品を書き上げ、共作の形で出版したいと考えてコナン・ドイルに送ったらしい。コナン・ドイルは共作を断り、代わりに10ギニーでプロットを買い取ると返事したものと見られる。ドイル財団はホイティカーの主張を認めようとせず、弁護士を立てての争いとなったが、ホイティカーがタイプ原稿のカーボンコピーと、コナン・ドイルからの「貴君のプロットを買い取りたい」という手紙を持っていたため、真贋騒動は解決した。
日本では、1952年月曜書房から刊行された「シャーロック・ホームズ全集第13巻」（延原謙訳）に、「這う男」、「獅子の鬣」、「覆面の下宿人」、「ショスコム荘」、「隠居絵具師」とともにコナン・ドイル作の「求むる男」として収録された。
児童向けの訳でも、小学館の「名探偵ホームズ全集」にて『ねらわれた男』（久米穣訳）のタイトルで1974年に出版されたが、こちらも作者がコナン・ドイル名義になっている（1984年の再版でも修正されず）。
その後、日暮雅通訳「指名手配の男」が、真の作者がホイティカーであることを明示した上で、アンソロジー『ホームズ贋作展覧会』（各務三郎編、講談社文庫、1980年、河出文庫、1994年）に収録されている。

## 評価
人間消失トリックを扱った推理小説で、河出文庫版の翻訳をした日暮雅通は「ドイルの作品としてみるとそれほどの出来ではないが、贋作としてはなかなかよくできていると言えよう」と評している。